# 魏布林根的阿格尼絲
魏布林根的阿格尼絲（德語：Agnes von Waiblingen，1072年—1143年9月24日），神聖羅馬皇帝亨利四世的女兒。

## 家庭
1086年，阿格尼絲與士瓦本公爵腓特烈一世結婚，兩人共有2子2女：
1. 海莉卡（1088年—1110年），巴伐利亞公爵奧托一世的外祖母
2. 貝兒塔（1089年—1120年）
3. 腓特烈（1090年—1147年），神聖羅馬皇帝腓特烈一世的父親
4. 康拉德（1093/94年—1152年），德意志國王

腓特烈一世於1105年去世。隔年，阿格尼絲與奧地利藩侯利奧波德三世結婚，兩人共有4子3女：
1. 利奧波德（1108年—1141年）
2. 阿格尼絲（英语：Agnes of Babenberg）（1108/13年—1163年），梅什科四世的母親
3. 亨利（1112年—1177年）
4. 奧托（1114年—1158年）
5. 康拉德（英语：Conrad of Babenberg）（1115年—1168年）
6. 格特魯德（英语：Gertrude of Babenberg, Duchess of Bohemia）（1118年—1150年），波希米亞公爵貝德日赫的母親
7. 尤塔（英语：Judith of Babenberg）（1119/20年—1168年）